# Roy Williams (giocatore di football americano 1980)
Roy Lee Williams (Redwood City, 14 agosto 1980) è un ex giocatore di football americano statunitense che ha giocato nel ruolo di safety nella National Football League (NFL). Fu scelto come ottavo assoluto nel Draft NFL 2002 dai Dallas Cowboys. Al college giocò a football a Oklahoma.

## Carriera universitaria
Williams frequentò la University of Oklahoma e giocò per i Sooners dell'allenatore Bob Stoops dal 1999 al 2001. Fu titolare della squadra che rimase imbattuta nel 2000, vincendo il titolo nazionale e stabilendo un record scolastico per tackles for loss (placcaggi con perdita di yard da parte degli avversari) per un defensive back con 12.
Premi e riconoscimenti
- All-American unanime (2001)
- Bronko Nagurski Trophy (2001)
- Jim Thorpe Award (2001)
- Jack Tatum Trophy (2001)

## Carriera professionistica

### Dallas Cowboys
Williams fu scelto dai Dallas Cowboys come ottavo assoluto nel Draft 2002, dopo che questi, per salire in posizione utile, effettuarono uno scambio coi Kansas City Chiefs. Come rookie nel 2002, fu spostato nel ruolo di free safety per potere giocare accanto alla strong safety Darren Woodson. I due erano tuttavia intercambiabili negli schemi difensivi della squadra. A fine anno si classificò secondo nel premio di rookie difensivo dell'anno.
Nel 2003, Williams, accanto al suo mentore Woodson, giocò una stagione di alto livello, venendo convocato per il suo primo Pro Bowl, mentre la difesa si classificò al primo posto nella lega, guidando i Cowboys alla loro prima apparizione ai playoff dal 1999. Dopo una stagione più difficoltosa nel 2004, dovendo sostituire l'infortunato Woodson, nel 2005, Williams mise a segno 2,5 sack e tre intercetti, venendo convocato per il terzo Pro Bowl.
All'inizio di agosto 2006, i Dallas Cowboys fecero firmare a Williams un rinnovo quadriennale del valore di 25,2 milioni di dollari. Continuò ad essere convocato per il Pro Bowl ogni stagione fino al 2008, dopo di che, il 5 marzo 2009, chiese ed ottenne di essere svincolato dai Cowboys.

### Cincinnati Bengals
Williams firmò coi Cincinnati Bengals il 6 maggio 2009. Il 13 novembre 2009 fu inserito in lista infortunati a causa di una frattura al gomito. Il 13 marzo 2010 firmò per un'ultima stagione con Cincinnati, in cui fece registrare 59 tackle, un sack e un intercetto su Ben Roethlisberger quell'anno.

## Palmarès
- Convocazioni al Pro Bowl: 5

2003, 2004, 2005, 2006, 2007
- First-team All-Pro: 1

2003
- PFWA All-Rookie Team - 2002

## Statistiche
| Anno     | Squadra | P   | Tot | Sol | Ass. | Sack | FF | FR | Yard FR | Int. | Yard int. | Media | Max | TD | PD |
| -------- | ------- | --- | --- | --- | ---- | ---- | -- | -- | ------- | ---- | --------- | ----- | --- | -- | -- |
| 2002     | DAL     | 16  | 99  | 88  | 11   | 2,0  | 3  | 3  | 0       | 5    | 90        | 18    | 85  | 2  | 8  |
| 2003     | DAL     | 16  | 72  | 55  | 17   | 2,0  | 2  | 1  | 0       | 2    | 69        | 35    | 39  | 0  | 8  |
| 2004     | DAL     | 16  | 98  | 73  | 21   | 0,0  | 1  | 0  | 0       | 2    | 53        | 27    | 33  | 0  | 10 |
| 2005     | DAL     | 16  | 81  | 69  | 12   | 2,5  | 3  | 1  | 0       | 3    | 52        | 17    | 46  | 1  | 10 |
| 2006     | DAL     | 16  | 62  | 52  | 10   | 0,0  | 0  | 2  | 0       | 5    | 33        | 7     | 27  | 0  | 14 |
| 2007     | DAL     | 15  | 92  | 73  | 19   | 0,0  | 0  | 1  | 0       | 2    | 10        | 5     | 10  | 0  | 5  |
| 2008     | DAL     | 3   | 6   | 4   | 2    | 0,0  | 0  | 0  | 0       | 0    | 0         | 0     | 0   | 0  | 0  |
| 2009     | CIN     | 4   | 28  | 19  | 9    | 0,0  | 0  | 0  | 0       | 0    | 0         | 0     | 0   | 0  | 2  |
| 2010     | CIN     | 12  | 59  | 38  | 21   | 1,0  | 0  | 3  | 1       | 1    | 0         | 0     | 0   | 0  | 1  |
| Carriera |         | 114 | 593 | 471 | 122  | 7,5  | 9  | 11 | 0       | 20   | 307       | 15    | 85  | 3  | 58 |

Fonte: